# Francheville (Côte-d’Or)
Francheville ist eine französische Gemeinde mit 258 Einwohnern (Stand: 1. Januar 2022) im Département Côte-d’Or in der Region Bourgogne-Franche-Comté (vor 2016 Bourgogne). Sie gehört zum Arrondissement Dijon und zum Kanton Is-sur-Tille. Die Einwohner werden Franchevillais genannt.

## Geographie
Francheville liegt etwa 24 Kilometer nordnordwestlich von Dijon. Die Gemeinde wird umgeben von Lamargelle und Frénois im Norden, Courtivron im Norden und Nordosten, Vernot im Nordosten, Curtil-Saint-Seine im Osten, Val-Suzon im Südosten und Süden, Saint-Martin-du-Mont im Südwesten sowie Vaux-Saules im Westen und Nordwesten.

## Geschichte
Die Steinkisten von Francheville wurden auf dem Kamm eines schmalen Hügels im „Forêt de Nonceuil“ in einem Dutzend kleiner Hügel entdeckt und in den 1960er Jahren von E. Guyot ausgegraben, aber nicht publiziert. Neue Forschungen an vier der Hügel ermöglichten es, die Bautechnik der Hügel zu analysieren. Die Steinkisten scheinen zwei oder drei Leichen beherbergt zu haben. Einige Keramikscherben verweisen auf das Mittelneolithikum, aber die Gräber wurden noch im Spätneolithikum und in der Bronzezeit genutzt.

## Bevölkerungsentwicklung
| Jahr                       | 1962 | 1968 | 1975 | 1982 | 1990 | 1999 | 2006 | 2013 | 2019 |
| Einwohner                  | 165  | 132  | 138  | 142  | 205  | 199  | 246  | 246  | 292  |
| Quellen: Cassini und INSEE |      |      |      |      |      |      |      |      |      |

## Sehenswürdigkeiten

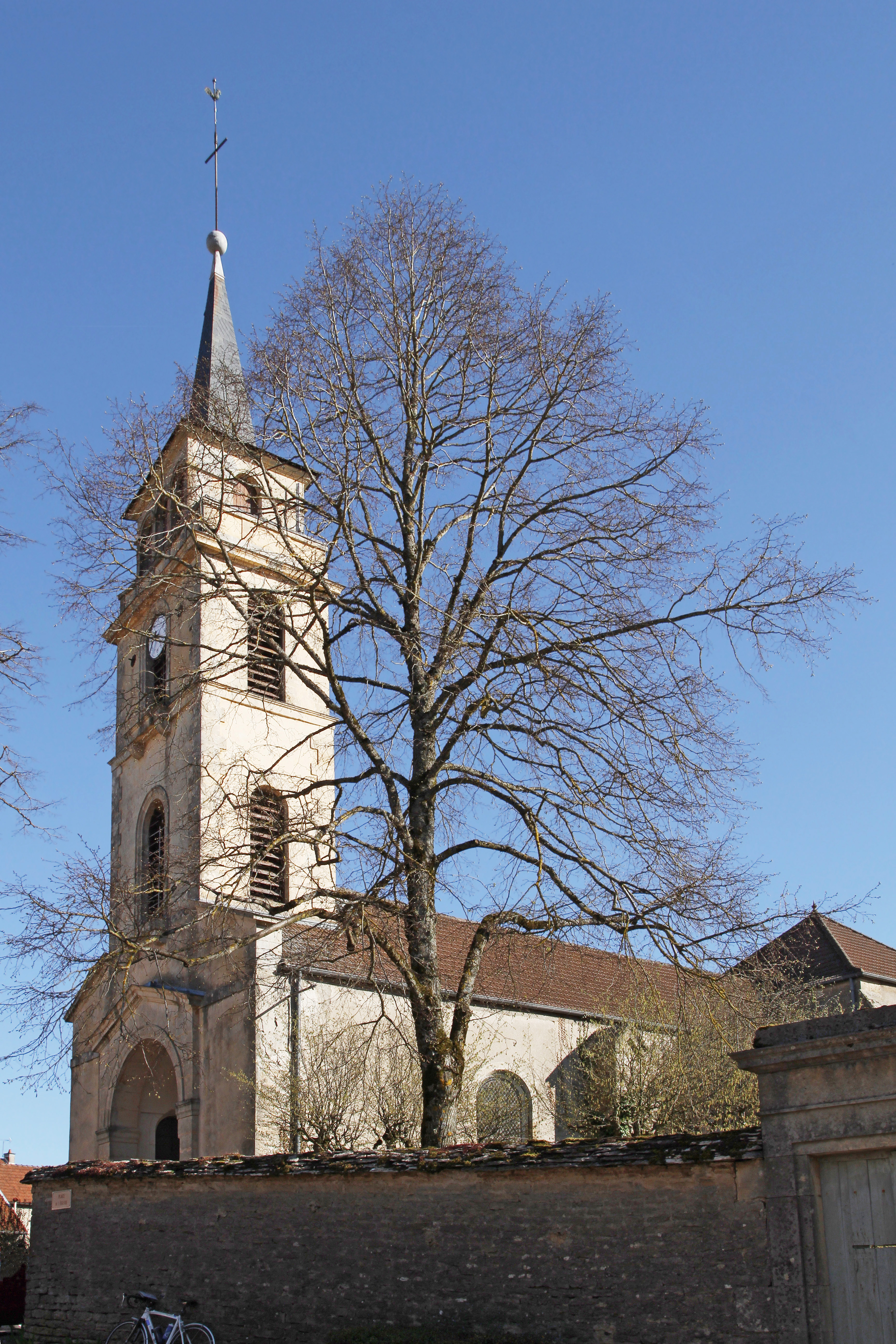
Kirche Saint-Maurice

- Kirche Saint-Maurice aus dem 13. Jahrhundert
- ehemalige Waschhäuser